# Камени Жакан
43° 43′ 17″ N 15° 26′ 14″ E / 43.72139° С; 15.43722° И
Камени Жакан је ненасељено острвце у хрватском дијелу Јадранског мора. Налази се у Корнатском архипелагу око 1 км југозападно од Шкуља. Дио је Националног парка Корнати. Његова површина износи 0,315 km², док дужина обалске линије износи 2,79 km. Највиши врх је висок 33 m. Од Равног Жакана га одјељује око 0,4 km широк и до 8 m дубок морски пролаз Лука Жакан. Грађен је од кречњака кредне старости. Административно припада општини Муртер-Корнати у Шибенско-книнској жупанији.